# Акты Московского государства 1577 года
Царствование: Иван IV Васильевич Грозный (1533-1584)

## Акты Московского государства 1577 года
- Январь — доклад и Боярский приговор о выдаче путивльским, тульским, рязанским и мещерским станичникам проезжего жалования.
- Февраль — запись о верстаньи коломничей денежными окладами и о выдаче им жалованья.
- Февраль — доклад и Боярский приговор о расписании детей боярских на полевую службу в Разряд, а не воеводам.
- 21 марта — жалованная грамота новгородского архиепископа Александра, об освобождении от пошлин одиннадцати церквей в сёлах Троице-Сергиева монастыря, в Бежецком Верхе, о неподсудности причтов их десятинниками и о прочем.
- Март — доклад и Боярский приговор о выдаче денежного жалования безпоместным детям боярским путивльцам и рылянам.
- Март — Указ о бытии головам в поле на прежних местах и о посылке станиц и на сторожи сторожей.
- 12 апреля — Указная грамота царя Ивана Васильевича (Стрелецкого приказа) в Корелу воеводе Кобылину Василию Константиновичу о раздаче казакам жалованья и высылке 100 казаков на службу в Псков.
- Апрель — богомольная грамота в Соловецкий монастырь, по случаю царского похода в Ливонию.
- 6 июня — Указная грамота царя Ивана Васильевича (четверти дьяка Клобукова Андрея) в Корелу воеводе Кобылину Василию Константиновичу о расследовании тяжбы между крестьянами Иломанского погоста Водской пятины и присылке судебных пошлин в Москву.
- 15 августа — таможенная грамота новгородских дьяков, Хворощина Постника и Осеева Ильи, тамошним целовальникам, о сборе гостиной и полавочной пошлины в Великом Новгороде, на Торговой стороне.
- 20—31 августа — Указная грамота царя Ивана Васильевича (Разрядного приказа) воеводе Пушкину Астафию Михайловичу о продвижении с нарядом (пушками) к царскому полку.
- Государева грамота в Темников князю Еникееву о посылке сторожей на польские сторожи и запись о посылке таких же грамот воеводам украинных городов, с приложением росписей сторожам.
- Доклад и Боярский приговор о прибавке казакам украинных городов, которые несут сторожевую службу, поместного оклада по 30 четей, и о выдаче им денежного жалования.
- Доклад и Боярский приговор о поверстании детей боярских рязанцев поместными и денежными окладами.
- Доклад и Боярский приговор о роспуске голов с поля со всеми людьми.
- Список бояр, окольничих и дворян, которые служат из выбора, 85 (1577) года.
- Деловая Болотникова Ивана Алферьевича и Воронцова Вериги Харитоновича на вотчину своих отцов и дяди сельца Луки с деревнями и пустошами в Троицком стане Дмитровского уезда.